# Myospalax
A Myospalax az emlősök (Mammalia) osztályának a rágcsálók (Rodentia) rendjébe, ezen belül a földikutyafélék (Spalacidae) családjába tartozó nem.

## Rendszerezés
A nembe az alábbi 3 faj tartozik:
- Myospalax aspalax Pallas, 1776
- szibériai zokor (Myospalax myospalax) Laxmann, 1773 - típusfaj
- Myospalax psilurus Milne-Edwards, 1874